# Бебреш (виадукт)
Вижте пояснителната страница за други значения на Бебреш.
„Бебреш“ е виадукт, пътен мост в Западна България, Софийска област, община Ботевград, по който автомагистрала „Хемус“ преминава над долината на река Бебреш.
Намира се на около 1000 м надморска височина в Стара планина и е завършен през 1985 година. Конструкцията му включва предварително напрегнати прости греди с дължина по 60 метра. Те са разположени над 12 равни отвора при обща дължина на моста 720 метра. Изборът на относително малки отвори на гредите, направен с цел да се използва наличната технология за тяхното производство, налага изпълнението на голям брой и необичайно високи стълбове — най-високият от тях достига около 120 метра.
Мостът се използва от ентусиасти за бънджи скокове.